# Русалка (водохранилище)
Русалка (пол. Rusałka) — пруд в городе Познань, в Великопольском воеводстве, в Польше. Во время немецкой оккупации водохранилище было названо Эльзензи по немецкому названию ближайшей мельницы — Эльзенмюле (нем. Elsenmühle). После окончания войны ему было присвоено метафорическое название Русалка, образованное от водяных нимф.

## Происхождение

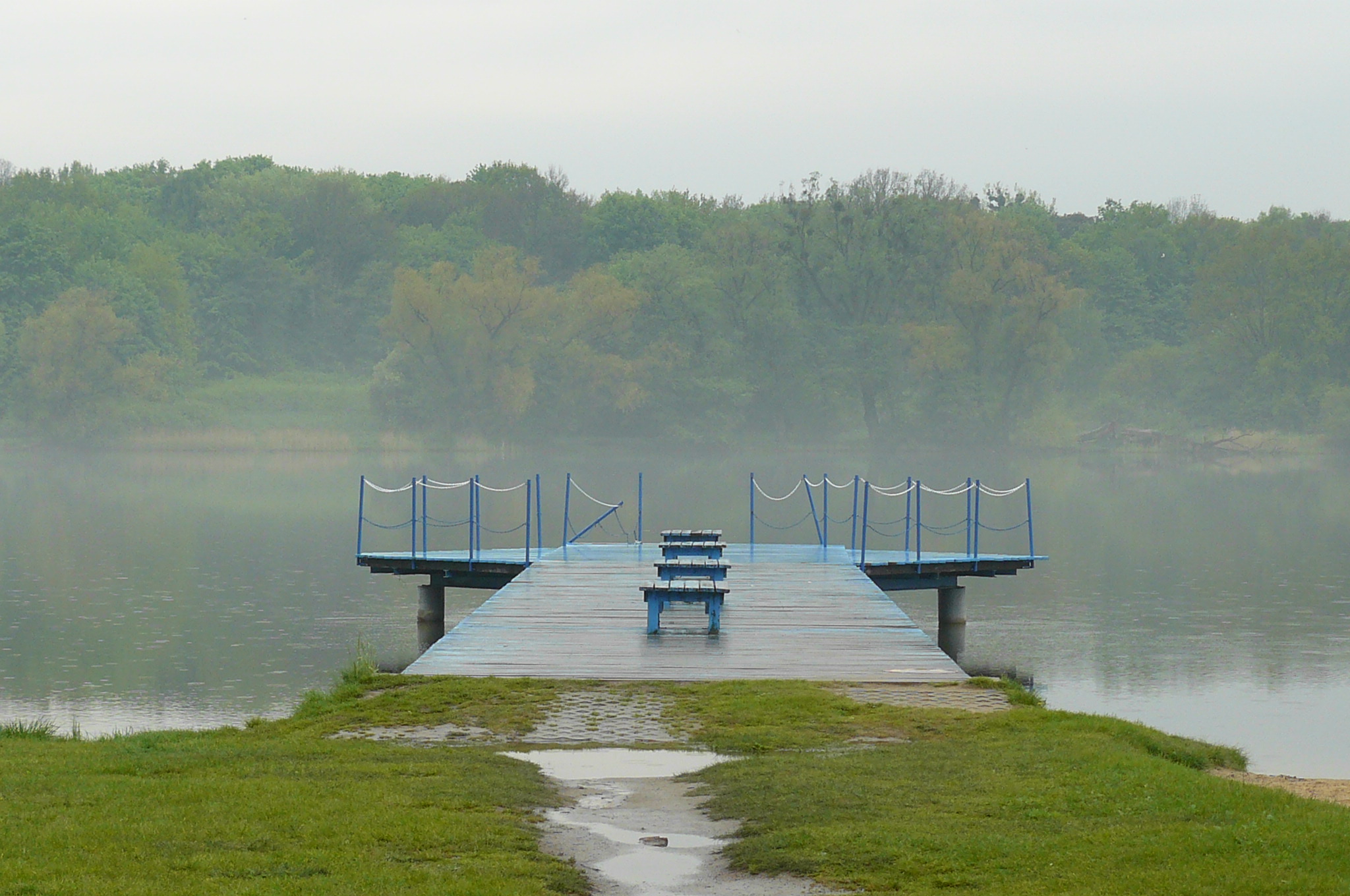
Помост

Водохранилище было создано в 1943 году, путём перекрытия вод реки Богданки. Его максимальная глубина составляет 9 метров. Земляные работы, связанные с созданием водохранилища, начались в мае 1941 года во время немецкой оккупации и длились 16 месяцев. Для работ над водохранилищем немцы использовали принудительный труд евреев, заключённых в немецкие исправительно-трудовые лагеря на территории Познани. Для укрепления дна и берегов пруда использовались мацевы ликвидированного ранее еврейского кладбища на улице Глоговской. Планировалось, что пруд станет сердцем большого рекреационного комплекса Голенчинского национального парка (нем. Golnauer Volkspark). Рядом с ним планировалось построить парк аттракционов, узкоколейную железную дорогу, велосипедные дорожки, сауны, рестораны и спортивный зал. Из-за обострения военной ситуации оккупационные власти Познани не реализовали своих планов. В лесах, окружающих водохранилище, есть 3 памятника местам казни в январе 1940 года, когда немецкие войска СС проводили массовые расстрелы узников лагеря смерти Форт VII в Познани. На западном берегу водохранилища есть место, где жители Познани возлагают цветы в память о жертвах кровавых событий на пруде Русалка.

## Флора и фауна
В районе пруда встречаются такие деревья как: ольха, ива, тополь, лещина. Из рыб: сазан, речной угорь, лещ, линь, уклейка, белый амур, щука, речной окунь.

## Интересные факты
Пруд многократно использовался в польском кинематографе. В известном фильме «Огнём и мечом» Ежи Гофмана, сцены которые разыгрывались над рекой Днепр были сняты на пруде Русалка.